# 티야나 보슈코비치
티야나 보슈코비치(세르비아어: Тијана Бошковић, Tijana Bošković, 1997년 3월 8일 ~ )는 세르비아의 배구 선수로 포지션은 라이트이다. 현재 터키 여자 프로 배구 리그 클럽인 엑자시바시와 세르비아 여자 배구 국가대표팀 소속으로 뛰고 있다.

## 수상 경력

### 단체 수상

#### 국가대표팀
- 세르비아 여자 배구 국가대표팀 (2014-)
  - 올림픽
    -  준우승 (1회) : 2016
    -  3위 (1회) : 2020

  - 세계 선수권
    -  우승 (2회) : 2018, 2022

  - 월드컵
    -  준우승 (1회) : 2015

  - 월드그랑프리
    -  3위 (1회) : 2017

  - 유럽 선수권
    -  우승 (2회) : 2017, 2019
    -  준우승 (1회) : 2021
    -  3위 (1회) : 2015

#### 개인 클럽
- 엑자시바시 비트라 (2015-)
  -  FIVB 여자 배구 클럽 세계 선수권
    -  우승 (1회) : 2016
    -  준우승 (1회) : 2019
    -  3위 (1회) : 2018

  -  CEV 여자 배구 챔피언스리그
    -  3위 (1회) : 2016-17

  -  CEV 여자 배구 컵
    -  우승 (1회) : 2017-18

  - 터키 여자 배구 리그
    - 챔피언결정전
      -  준우승 (2회) : 2017-18, 2018-19
      -  3위 (1회) : 2015-16

    - 정규리그
      -  1위 (2회) : 2017-18, 2018-19
      -  3위 (2회) : 2015-16, 2016-17

  - 터키 여자 배구 컵
    -  우승 (1회) : 2018-19
    -  준우승 (2회) : 2017-18, 2020-21

  - 터키 여자 배구 슈퍼컵
    -  우승 (3회) : 2018, 2019, 2020

### 개인 수상

#### 국가대표팀
- 세르비아 여자 배구 국가대표팀 (2014-)
  - 세계 선수권
    - MVP (2회) : 2018, 2022
    - 베스트 아포짓 스파이커 (1회) : 2022

  - 월드그랑프리
    - 베스트 아포짓 스파이커 (1회) : 2017

  - 유럽 선수권
    - MVP (2회) : 2017, 2019
    - 베스트 아포짓 스파이커 (1회) : 2019

#### 개인 클럽
- 엑자시바시 비트라 (2015-)
  -  FIVB 여자 배구 클럽 세계 선수권
    - MVP (1회) : 2016
    - 베스트 아포짓 스파이커 (3회) : 2016, 2017, 2018

  -  CEV 여자 배구 컵
    - MVP (1회) : 2017-18

  - 터키 여자 배구 리그
    - 베스트 아포짓 스파이커 (리그) (2회) : 2016-17, 2017-18

  - 터키 여자 배구 컵
    - MVP (1회) : 2018-19

  - 터키 여자 배구 수퍼컵
    - MVP (2회) : 2019, 2020